# خورخي سيجورا
خورخي سيجورا (بالإسبانية: Jorge Segura) (18 يناير 1997 بكولومبيا - ) هو لاعب كرة قدم كولومبي في مركز الدفاع. لعب مع نادي إنفيغادو.

## روابط خارجية
- خورخي سيجورا على موقع قاعدة بيانات كرة القدم.إي يو (الإنجليزية)
- خورخي سيجورا على موقع Soccerway.com (الإنجليزية)
- خورخي سيجورا على موقع AS.com (الإسبانية)